# Jisra’el Kristal
Jisra’el Kristal (hebr. ישראל קרישטל, ur. jako Izrael Icek Kryształ 15 września 1903 w Żarnowie, zm. 11 sierpnia 2017 w Hajfie) – izraelski superstulatek będący z pochodzenia polskim Żydem, uznawany pod koniec życia za najstarszego żyjącego mężczyznę na świecie (po śmierci Yasutarō Koide).

## Życiorys

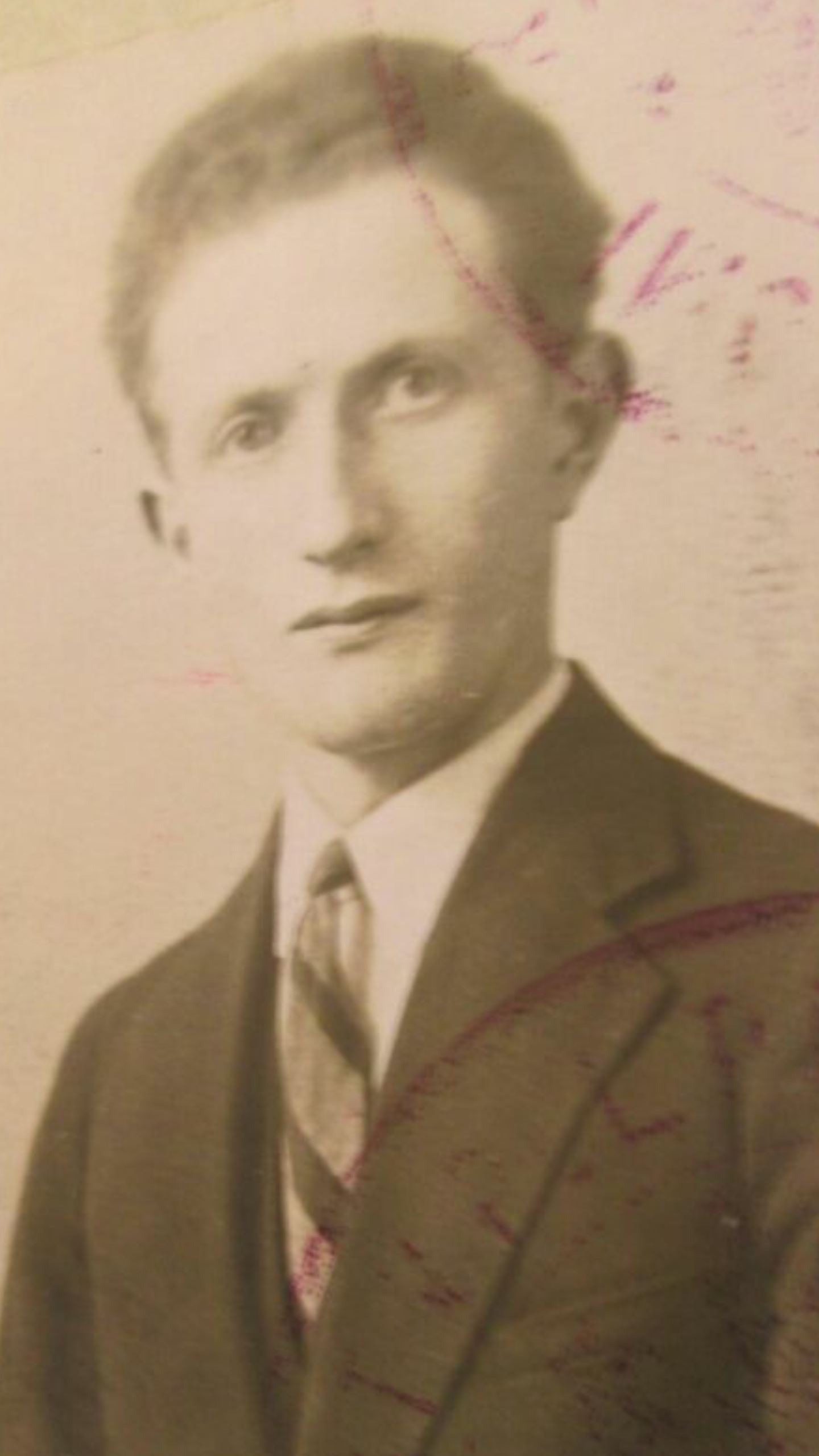
Jisra’el Kristal w 1931 r.

Urodził się w Żarnowie (wówczas leżącym na terenie Imperium Rosyjskiego) w ortodoksyjnej rodzinie żydowskiej jako syn Mosze-Dawida i Bruchy Kryształów. W 1920 osiadł w Łodzi, gdzie pracował w rodzinnej wytwórni słodyczy. 
W 1928 poślubił Chaję Fajgę Frucht. W następnych latach stworzył fabrykę słodyczy. Wybuch II wojny światowej zastał go w Łodzi. W czasie okupacji niemieckiej był więźniem getta łódzkiego, następnie został deportowany do niemieckiego nazistowskiego obozu koncentracyjnego Auschwitz-Birkenau. W wyniku Holocaustu zginęła jego żona oraz dwoje dzieci (dzieci zmarły w getcie, żona zginęła w obozie). Po wojnie wrócił do Łodzi i otworzył swoją fabrykę. W 1947 wziął ślub, wkrótce potem urodził mu się syn. 
W 1950 wyemigrował do Izraela i założył wytwórnię słodyczy. Mieszkał w Hajfie. 11 marca 2016 został oficjalnie uznany za najstarszego mężczyznę na świecie przez Księgę rekordów Guinnessa.